# Schraden
Schraden es un municipio del distrito de Elba-Elster, en Brandeburgo (Alemania). Pertenece al Amt (Unión de municipios) de Plessa.